# Secretaría de Protección Civil de la Ciudad de México
La Secretaría de Gestión Integral de Riesgos y Protección Civil de la Ciudad de México  es la dependencia del Gobierno de la Ciudad de México que tiene como fin salvaguardar la vida, bienes y entorno de la población de la Ciudad de México, así como mitigar los efectos destructivos que los fenómenos perturbadores pudieran ocasionar a la estructura de los servicios vitales y los sistemas estratégicos de la Ciudad de México.

## Antecedentes
Es la Asamblea la que expide la "Ley Orgánica de la Administración Pública del Distrito Federal", publicada en la Gaceta Oficial del Distrito Federal el 29 de diciembre de 1998, en cuyo artículo 15 fracción XVII otorga el fundamento jurídico para la existencia de la Secretaría de Protección Civil como dependencia de la administración pública de dicha entidad, subordinada al Jefe de Gobierno y auxiliar de este en sus atribuciones, el posterior artículo 23 BIS señala sus atribuciones:

A la Secretaría de Protección Civil corresponde el despacho de las materias
relativas a la protección civil y prevención al desastre.
Artículo 23 BIS. Ley Orgánica de la Administración Pública del Distrito Federal.

## Funciones
El artículo 23 BIS de la Ley Orgánica de la Administración Pública del Distrito Federal es el que determina las facultades que corresponden a la Secretaría de Protección Civil. Entre las más destacadas se encuentran:
- Elaborar, coordinar y vigilar la ejecución de los programas de protección civil del Distrito Federal;
- Formar parte del Consejo de Protección Civil, como Secretario Ejecutivo;
- Ejecutar los acuerdos que en la materia dicten el Jefe de Gobierno y el Consejo de Protección Civil y vigilar que sean observados por los demás elementos que conforman el Sistema de Protección Civil del Distrito Federal;
- Elaborar los trabajos que en la materia le encomienden el Jefe de Gobierno o el Consejo de Protección Civil y resolver las consultas que se sometan a su consideración;
- Realizar y difundir programas de orientación y capacitación, en materia de protección civil a los habitantes del Distrito Federal;
- Elaborar, operar, evaluar y actualizar el Atlas de Riesgo, en materia de protección civil;
- Elaborar, operar, evaluar y actualizar el Registro Estadístico Único de Situaciones de Emergencia del Distrito Federal;
- Recabar, captar y sistematizar la información, para conocer la situación del Distrito Federal en condiciones normales y de emergencia;
- Representar al Distrito Federal, cuando así se lo autorice el Jefe de Gobierno, ante toda clase de autoridades e instituciones nacionales e internacionales, en materia de protección civil;
- Normar los establecimientos temporales para el auxilio de los habitantes del Distrito Federal, en situaciones de emergencia;
- Registrar, evaluar, coordinar y vigilar a las organizaciones civiles, empresas capacitadoras, así como a las empresas de consultoría y estado de riesgo y vulnerabilidad, que por sus características se vinculen a la materia de protección civil;
- Proponer al Jefe de Gobierno la política general de protección civil, así como sus principios generales;
- Coordinar los dispositivos de apoyo para atender situaciones de emergencia o desastre;
- Fomentar y realizar estudios, investigaciones, análisis y opiniones de carácter técnico, científico y académico, en materia de protección civil;
- Verificar el cumplimiento de la Ley, Reglamento, términos de referencia y normas técnicas complementarias en materia de protección civil;
- Ser el conducto para que el Heroico Cuerpo de Bomberos del Distrito Federal se relacione con el Jefe de Gobierno;
- Integrar el Patronato y participar en la integración de la Junta de Gobierno del Heroico Cuerpo de Bomberos del Distrito Federal, en los términos de la ley aplicable;
- Las demás que le atribuyan expresamente las leyes y reglamentos.

- Secretario de Protección Civil: Myriam Urzúa Venegas
  - Dirección General de Resiliencia:
  - Dirección General de Análisis de Riesgos:
  - Dirección General de Capacitación y Vinculación:
  - Dirección General de Táctico Operativo
  - Dirección Ejecutiva de Administración y Finanzas
  - Dirección Ejecutiva de Asuntos Jurídicos

## Secretarios de Protección Civil
- Gobierno de 2006 a 2012
  - (5 de diciembre de 2006 - 26 de marzo de 2012): Elias Moreno Brizuela.

- Gobierno de 2012 a 2018
  - (5 de diciembre de 2012 -4 de diciembre de 2018): Fausto Lugo García.
- Gobierno de 2018 a 2024
  - (5 de diciembre de 2018 - en el cargo):  Myriam Urzúa Venegas